# 安德魯·吉爾斯

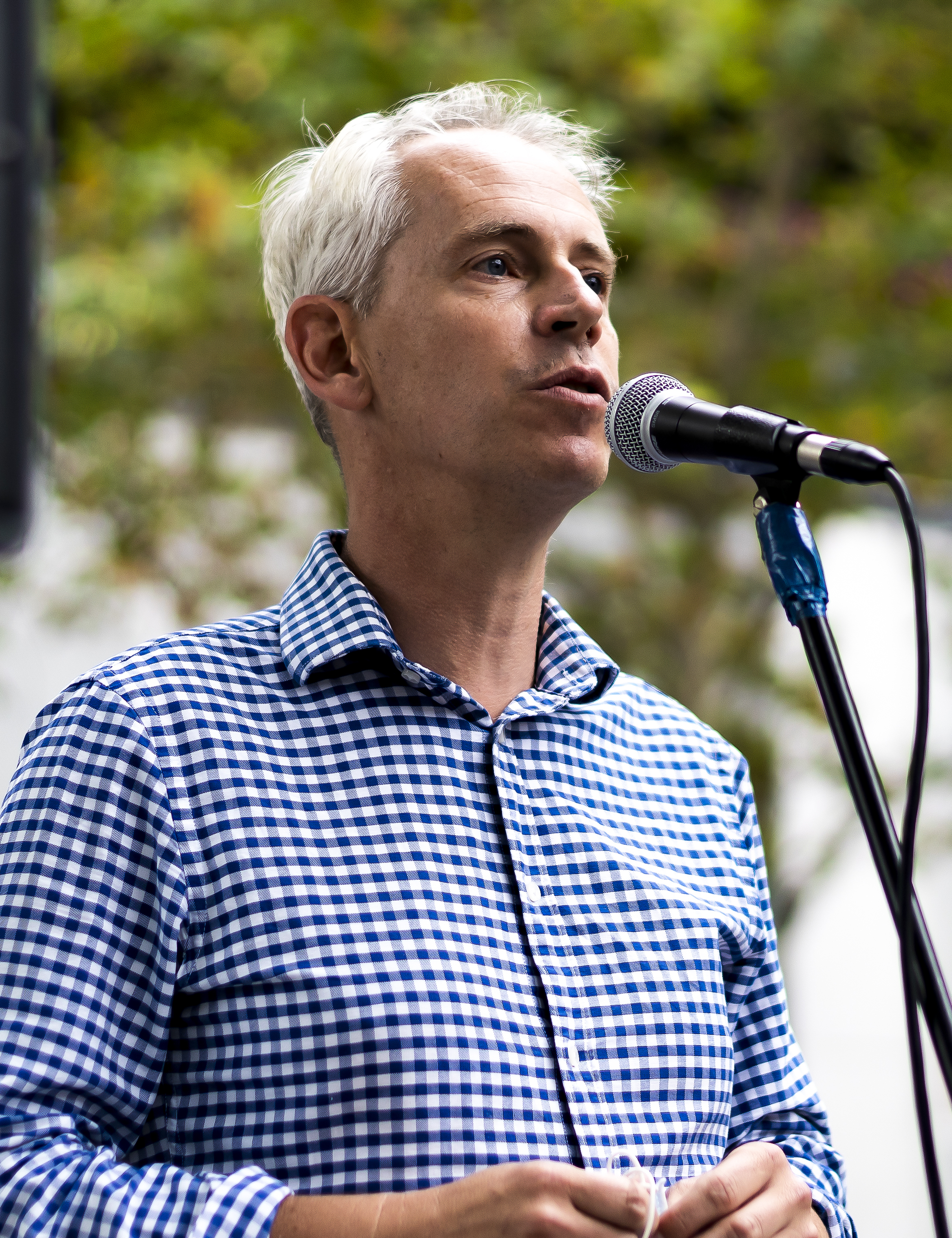

安德魯·吉爾斯（Andrew Giles，1973年7月31日—）是一位澳洲政治人物，他的黨籍是澳洲工黨。自2013年開始，他是斯卡林選區選出的澳大利亞眾議院的議員。在踏入政壇之前，他曾是一位律師，還曾經參加過樂隊。2022年澳洲聯邦大選中，工黨勝出，他加入艾班尼斯內閣，出任移民、公民及多元文化事務部長。